# Van Thinh Phat Group
Die Van Thinh Phat Group Joint Stock Company (VTP-Gruppe) ist eine 1992 von  Trương Mỹ Lan gegründete vietnamesische private Investmentgruppe mit Sitz in Ho-Chi-Minh-Stadt. Die Gruppe ist auf Investitionen in Immobilien, Restaurants, Hotels, Sport, Finanzdienstleistungen und Infrastruktur spezialisiert. Im März 2024 begann der Prozess wegen Veruntreuung, Bestechung und Verstoßes gegen die Bankvorschriften. Er gilt als der größte Korruptionsskandal in der Geschichte Südostasiens. Im April 2024 wurde die Vorstandsvorsitzende Trương Mỹ Lan wegen Finanzbetrugs zum Tode verurteilt, weil  sie über fingierte Kredite mehr als elf Milliarden Euro unterschlagen hatte. Der Betrug gilt als der größte Korruptionsskandal in der Geschichte Südostasiens.

## Unternehmensstruktur
1992 gründete Truong My Lan, eine chinesischstämmige Vietnamesin, die Van Thinh Phat Limited Liability Company, nachdem Vietnam seine staatliche Wirtschaft in ein stärker marktorientiertes und für ausländische lnvestoren offenes System gewandelt hatte. Das Unternehmen war zunächst im Bereich des Handels und des Hotel- und Gaststättengewerbes tätig.
Danach expandierte Van Thinh Phat in das Immobiliengeschäft.
Im Jahr 2007 wurde die Van Thinh Phat Group Limited Liability Company, abgekürzt VTP Group Holdings, mit einem Stammkapital von 6.000 Milliarden VND gegründet. Die Van Thinh Phat Gruppe besteht aus vier Hauptaktionären: Truong My Lan – Vorsitzender des Verwaltungsrats (60 % des Kapitals); die beiden Töchter von Lan, Elizabeth Chu Yuet Han (Chu Duyet Hang) und Mary Chu Yuet Fan (Chu Duyet Phan), besitzen zwei % bzw. zehn % des Kapitals. Der verbleibende Aktionär ist die Emerald Joint Stock Company, vertreten durch Truong Hue Van, die 20 % des Kapitals besitzt.
Seit Bestehen hat sich die Van Thinh Phat Group zu einem Konzern mit mehr als 1.000 Unternehmen im In- und Ausland entwickelt.
Der Konzern unterteilt sich in vier Bereiche:
Finanzinstitute wie die Saigon Commercial Joint Stock Bank (SCB), Tan Viet Securities Joint Stock Company (TVSI),  und die Viet Vinh Phu Financial Investment Joint Stock Company, deren Stammkapital 6 Milliarden VND beträgt. Die gesetzliche Vertreterin und Generaldirektorin ist Ngo Thanh Nha, die Schwägerin von Truong My Lan.
Die SCB ist hierbei der zentrale interne Finanzdienstleister des Konzerns.
Den zweiten Bereich bilden vietnamesische Unternehmen, die in den Bereichen Immobilien, Restaurants, Hotels tätig sind. Diese Unternehmen verfügen über hohes Stammkapital, wie zum Beispiel die Saigon Peninsula Group Joint Stock Company, die über ein Stammkapital von 2 Milliarden VND verfügt,  oder die An Dong Investment Group Joint Stock Company (An Dong Company) mit einem Stammkapital von 18.000 Milliarden VND.
Der dritte Bereich umfasst vietnamesische Scheinfirmen in Vietnam, die gegründet wurden, um juristische Personen dazu zu bringen, Kapital für Investitionen in Projekte beizusteuern, Geld von Banken zu leihen, Umschuldungen vorzunehmen oder Kooperations- und Bauverträge zu unterzeichnen.
Der vierte Bereich sind die ausländischen  Tochtergesellschaften in Steueroasen und weiteren Ländern, um Investitionen und Geschäftstätigkeiten im Ausland zu ermöglichen oder als „ausländischer Investor“ zu agieren. Investing in Vietnam ist dabei für die Verwaltung des Kapitals und des Vermögens von Lans Familie im Ausland verantwortlich.